# Aethelflaed (cràter)
Aethelflaed és un cràter d'impacte en el planeta Venus de 20 km de diàmetre. Porta el nom d'Æthelflæd (c 884-918), reina de Mèrcia, i el seu nom va ser aprovat per la Unió Astronòmica Internacional el 1994.